# HMS Discovery (1774)
«Диска́вери» (англ. HMS Discovery) — британский корабль, участвовавший в третьей экспедиции Джеймса Кука. Подобно другим экспедиционным кораблям Кука, построен в Уитби. Спущен на воду в 1774 году как угольщик Diligence. Нёс парусное вооружение брига. Закуплен британским Королевским флотом в 1776 году. Оборудован для участия в третьей экспедиции Джеймса Кука. В ходе оборудования получил полное парусное вооружение. Командиром корабля был назначен Чарльз Клерк, участвовавший в двух предыдущих плаваниях Кука. После гибели Кука на Гавайях Клерк принял командование экспедицией и перешёл на флагманский «Резольюшен». Командование «Дискавери» принял Джон Гор. После смерти Клерка командование экспедицией перешло к Гору и командиром «Дискавери» стал Джеймс Кинг, который и привёл корабль назад в Британию 4 октября 1780 года.
После прибытия в Нор в 1780 году «Дискавери» поднялся выше по Темзе до Вулвича, на королевской верфи которого корабль переоборудовали в транспорт. В этом качестве использовался с декабря 1780 по май 1781 года. В дальнейшем судно обслуживало верфь в Вулвиче. В 1797 году разобрано на королевской верфи в Чатеме.